# بخش مرادلو
بخش مرادلو یکی از بخش های تابعه شهرستان مشگین‌شهر در استان استان اردبیل ایران است.

## تقسیمات کشوری
- بخش مرادلو
  - دهستان ارشق غربی
  - دهستان صلوات
  - دهستان یافت

## جمعیت
بنابر سرشماری مرکز آمار ایران، جمعیت بخش مرادلو شهرستان مشگین‌شهر در سال ۱۳۸۵ برابر با ۱۳۸۳۴ نفر بوده است.